# Ь
El signe tou, Ь, ь (en cursiva Ь, ь) és una lletra de l'alfabet ciríl·lic. En antic eslau representava una vocal curta (o reduïda) anterior. Com la seva 'companya', el signe dur (Ъ), el fonema vocàlic que designava fou després abandonat i s'uní en part amb altres vocals. En els sistemes moderns d'escriptura ciríl·lica eslava (tots els eslaus orientals més el búlgar i l'eslau eclesiàstic) no representa un so individual, sinó més aviat indica la palatalització de la consonant precedent o (menys sovint) només té un ús ortogràfic tradicional sense cap significat fonètic (com a les paraules russes туш 'florir' i тушь 'tinta índia', totes dues pronunciades [tuʂ], però diferents en gènere gramàtic i declinació). També té la funció d'ésser un 'signe separador': en rus les vocals de després del signe tou es pronuncien per separat de la consonant precedent i són iotades (en rus: льют [lʲjut] 'ells vessen' i лют [lʲut] 'ell és feroç').
En transcripció eslavista Ь i Ъ són emprats per indicar els sons extra curts /ĭ/ i /ŭ/ del protoeslau respectivament (per exemple, slověnьskъ 'eslavònic').
En les llengües eslaves, el signe tou té l'ús més limitat en búlgar: des del 1945 l'única posició possible és entre consonants i <o> (per exemple, en noms com Жельо, Кръстьо i Гьончо).
La variant ciríl·lica del serbocroat no ha tingut cap signe tou des de mitjan segle xix: la palatalització queda representada per lletres consonants especials en comptes del signe (algunes d'aquestes lletres, tals com Њ o Љ foren dissenyades com a lligadures amb el signe tou). El sistema d'escriptura macedònic modern, basat en la variant serbocroata, no ha tingut tampoc signe blau d'ençà la seva creació el 1944.
Segons regles ortogràfiques normals, no té forma majúscula, car cap paraula no comença per aquesta lletra. No obstant això, les tipografies ciríl·liques normalment tenen una forma majúscula per a texts escrits tot en majúscules.
En la romanització de paraules ciríl·liques, els signes tous són típicament reemplaçats amb el símbol prima (o, alternativament, amb l'apòstrof) o simplement ignorats (sobretot en posició final).

## Nom de la lletra
- Antic eslau: ѥрь (ierĭ)
- Eslau eclesiàstic: єрь (ier')
- Búlgar: ер малък [er ˈma.lək] ('petit ier'), mentre que el signe dur s'anomena ер голям ('gran ier')
- Rus: мягкий знак [ˈmʲæxʲ.kʲɪj znak] ('signe tou'), o (un nom arcaic d'abans del 1917, ерь [jerʲ]
- Ucraïnès: м’який знак [mja.ˈkɪj znak] ('signo tou')
- Belarús: мяккі знак [mʲak.kʲi znak] ('signo tou')
- Croat i serbi: tanko jer/танко јер ('ier prim'), o simplement jer/јер ('ier'), mentre que el signe dur s'anomena debelo jer/дебело јер ('ier gruixut') o simplement jor/јор ('ior').